# Sołtysowizna
Sołtysowizna (do 1945 r. niem. Schulzen-Vorwerk) – wieś w Polsce położona w województwie warmińsko-mazurskim, w powiecie bartoszyckim, w gminie Górowo Iławeckie. W skład sołectwa wchodzi również miejscowość Paprocina. W latach 1975–1998 miejscowość administracyjnie należała do województwa olsztyńskiego.

## Historia
W 1983 r. była to wieś o zabudowie rozproszonej, z 33 domami i 159 mieszkańcami. We wsi było 38 indywidualnych gospodarstw rolnych, gospodarujących łącznie na 315 ha i hodujących 219 sztuk bydła (w tym 103 krowy), 241 świń, 33 konie i 33 owce.